# 小谷早弥花
小谷 早弥花（こたに さやか、1984年10月16日 - ）は、日本の元女優。大阪府出身。元スターダストプロモーション所属。

## 略歴・人物
大阪府大阪市出身。大学生時代モデル事務所にスカウトされる。摂南大学を卒業後に上京し、スターダストプロモーションに所属。趣味は写真、人間観察、散歩、セッション、服作り。また、特技は水泳、大阪弁、料理、飛び蹴り。
弟は俳優の小谷昌太郎。
2019年1月1日に俳優の金城大和と結婚。
2020年4月30日付で事務所を退社し芸能界を引退したことを5月4日に発表。

## 出演

### 映画
- ラブコメ(2010年、ショウゲート)
- 木更津グラフィティ Vol.1〜Vol.4（2010年、エイベックス） 監督氣志團 綾小路翔- 塩見悦子役
- 表と裏（2015年） - 浅見優子役
- 表と裏 第2章（2015年） - 浅見優子役
- グッドモーニングショー （2016年）監督君塚良一 - 田辺千秋役
- アンチポルノ （2017年-日活ロマンポルノ）監督園子温 - わたなべ編集長

### テレビドラマ
- 素直になれなくて 第10話（2010年6月17日、フジテレビ）
- 鉄の骨（2010年7月3日 - 7月31日、NHK） - 柴田 理彩役
- 仮面ライダーオーズ 第13・14話（2010年12月5日、12月12日、テレビ朝日） - 看護師役
- TOKYO コントロール 航空交通管制部 第1話（2011年1月19日、フジテレビNEXT） - CA役
- マドンナ・ヴェルデ 第1・6話（2011年4月19日、5月24日、NHK） - 若き日の 山咲みどり役
- 相棒 Season10 第15話「アンテナ」（2012年2月8日、テレビ朝日） - 斎藤麻紀役
- 木曜時代劇「銀二貫」（2014年4月10日-6月5日NHK） - なか役
- NHK連続テレビ小説「花子とアン」（2014年9月8日 - 9月13日、NHK）　※第24週「生きている証（あかし）」
- 舞台「嵐が丘」（2015年10月3日、WOWOWライブ） - フランシス役
- 特命指揮官 郷間彩香（2016年10月22日、土曜プレミアム・フジテレビ）
- 日曜劇場「小さな巨人」（2017年4月16日-6月18日TBS） - 近藤桜子 役
- 東京ヴァンパイアホテル（2017年06月16日配信開始、Amazonプライム・ビデオ） - ドゥ 役
- NHK大河ドラマ「西郷どん」（2018年 9話〜） - ソメ役
- 土曜ワイド「山村美紗サスペンス 黒の滑走路5」（2019年3月23日） - 山本麗子 役

### テレビ
- 松本人志のコントMHK（2010年10月15日、NHK）わたしは幽霊を見た! - 幽霊役
- 大人のしがらみ劇場～絶体絶命アンサー～（2016年07月16日、ABC関西ローカル放送）
- 痛快TV スカッとジャパン（2016年08月01日、フジテレビ）

### 舞台
- 「HETARE」(Air studio)（2008年1月）
- 「KIRA〜赤穂事件推理帳〜」(Air studio)（2008年2月）
- 「GO,JET！GO！GO！」(Air studio)（2008年4月）
- 「Juliet」（再演）(Air studio PRODUCE)（2008年5月）主演
- 「Legend〜風のなかの塵」(Air studio)（2008年7月）
- 「GO,JET!GO!GO 浮気なJETのパレットキャット」(Air studio)（2008年9月）
- 「へなちょこヴィーナス」(“STRAYDOG”seedling#4)（2008年10月、ウッディシアター中目黒）
- 東京セレソンデラックス
  - 「流れ星」(2009年5月-10月、シアターサンモール、テレピアホール、イオン化粧品 シアターBRAVA！)
  - 「WHAT A WONDERFUL LIFE!」(2010年3月、シアターサンモール)
  - 「傷-KIZU-」(2011年7月、シアターサンモール)
  - 「わらいのまち」(2011年9月4日-11月3日、シアタークリエ・道新ホール・名鉄ホール・イオン化粧品シアターBRAVA!・アステールプラザ大ホール・キャナルシティ劇場)
- 「いい日、リストラ」(2009年7月、ウッディシアター中目黒)

- ソラリネ公演＃04「しあわせの支度」[7]（2012年6月、上野ストアハウス）
- 裏切りは僕の名前を知っている Vol,2（2012年8月、前進座劇場）
- ドラマデザイン社プロデュース　「The Night of Christmouse〜クリスマウスの夜2012〜」（2012年12月、新宿シアターモリエール）
- 2人芝居「謀」（2013年3月、千本桜ホール）
- 劇団K助presents O次郎「ウエディング＆ハプニング」（2013年12月、一心寺シアター倶楽）
- 劇団TEAM-ODAC第13回本公演≪Goose house×TEAM-ODAC≫「真っ白な図面とタイムマシン」[8][9]（2014年3月、青山円形劇場）
- 松竹株式会社創業120周年「嵐が丘」（2015年5月、日生劇場）

### CM
- エスエス製薬「ハイチオールC」（2009年）
- キッコーマン「優（ヨーグルト）」（2009年）
- 朝日新聞社(2010年、ラジオCM)
- 農林中央金庫（JAバンク）「2012年 夏-流しソーメン篇」（2012年）
- マクドナルド「四季マック」（2013年）
- 東武鉄道「スカイツリーエクスプレスでGO！『日光編』」（2013年）
- マクドナルド「かにコロッケバーガー『かにの引力篇』」（2014年）

### PV
- AGE-OF-EP「冷めない夢」(2007.07.10)
- カルテット「僕はここにいる」(2007.09.19)
- May J.「もし君と…withキマグレン」(2009.05.27)
- Lela「裸の月」(2009.10.07)
- SQUAREHOOD「君だけを見つけるために...」(2010.02.03)
- DEEP「milestone」(2010.07.07)
- やなわらばー「でもね・・・」（2013.02.13）

### WEB
- カンフェティ・ウェブ内企画「10のセンス」(2011年8月・9月・10月の3ヶ月間、連載中！)
- フジテレビYOUTUBE公式チャンネル　YOUTUBEドラマ 「最後に誰かと誰かがキスをする」[10]（2014年）
- ナゾトキ街歩きゲーム「渋谷迷宮殺人事件」（2014年）

## 関連人物
- 橋本真一 - 舞台「真っ白な図面とタイムマシン」で共演[8]。